# Secteurs de Guinée-Bissau
Il existe 39 secteurs de la république de Guinée-Bissau qui subdivisent les régions (en). Les secteurs sont subdivisés en groupes plus petits appelés sections; qui sont subdivisés en lieux peuplés (c'est-à-dire: villes, villages, localités, établissements, communautés, etc. ). Voici la liste ci-dessous, par région :

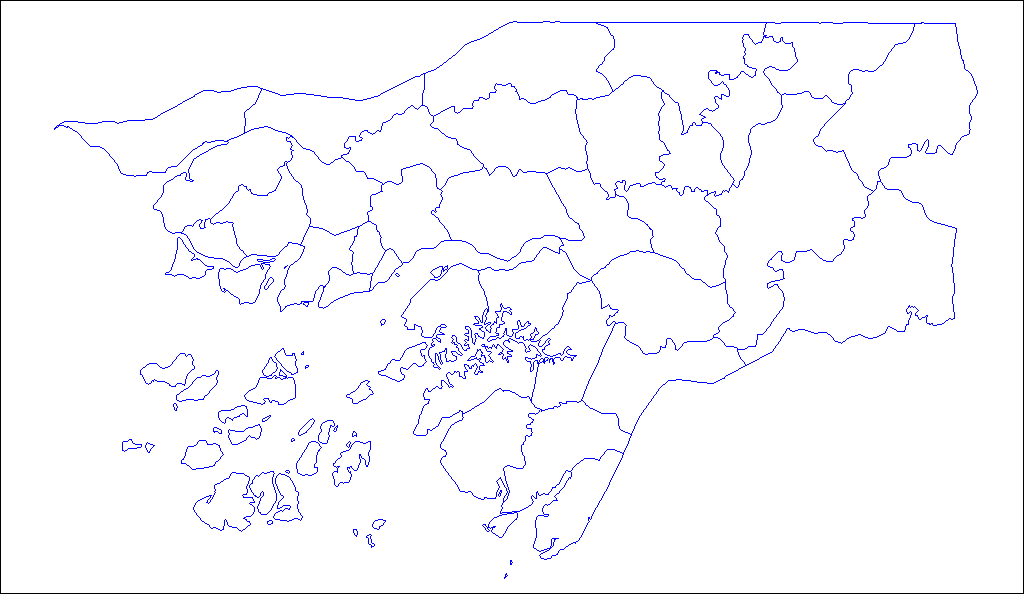
Secteurs de la Guinée-Bissau

## Guinée-Bissau orientale

### Région de Bafata

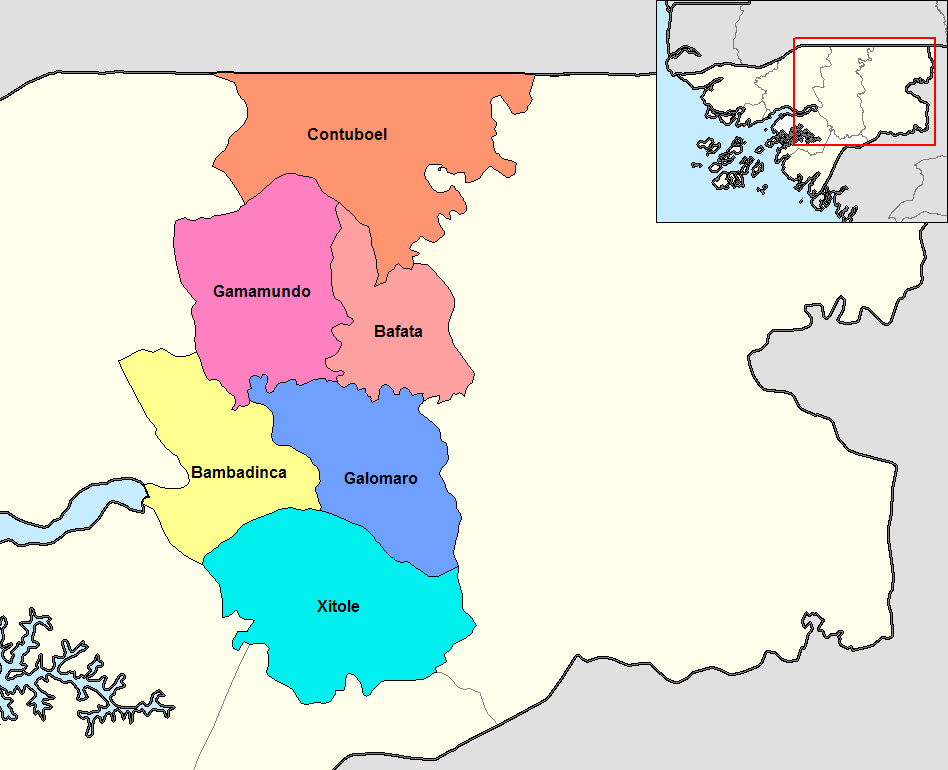
Secteurs de Bafata

- Bafata
- Bambadinca
- Contuboel
- Galomaro
- Gammundo
- Xitolé

### Région de Gabú

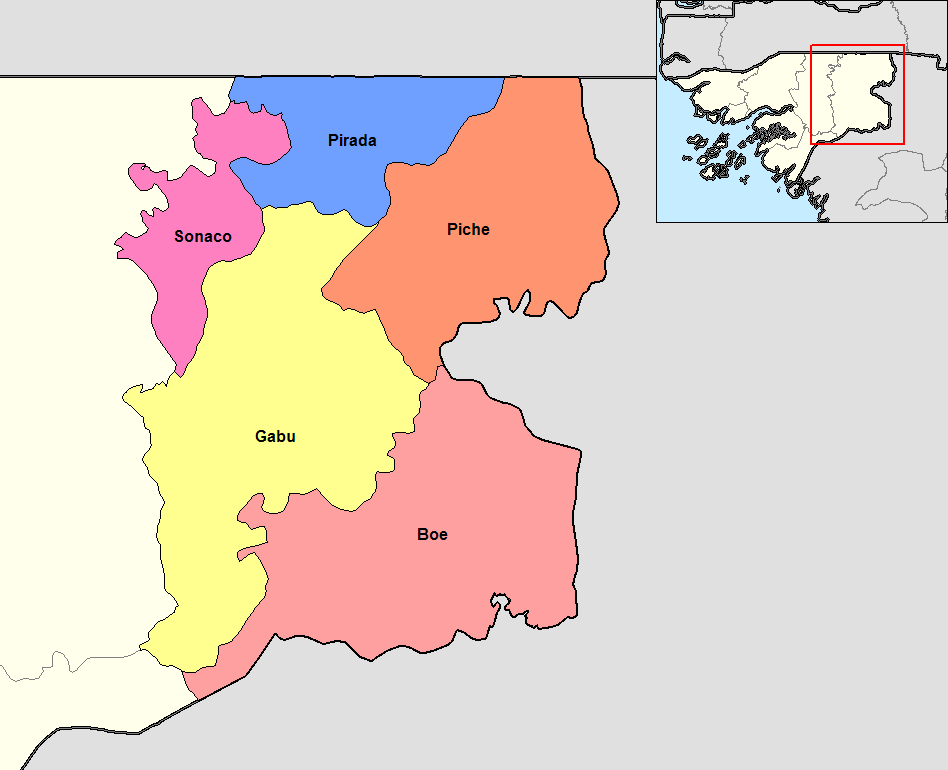
Secteurs de Gabu

- Boé
- Gabú
- Piché
- Pirada
- Sonaco

## Nord de la Guinée-Bissau

### Région de Biombo

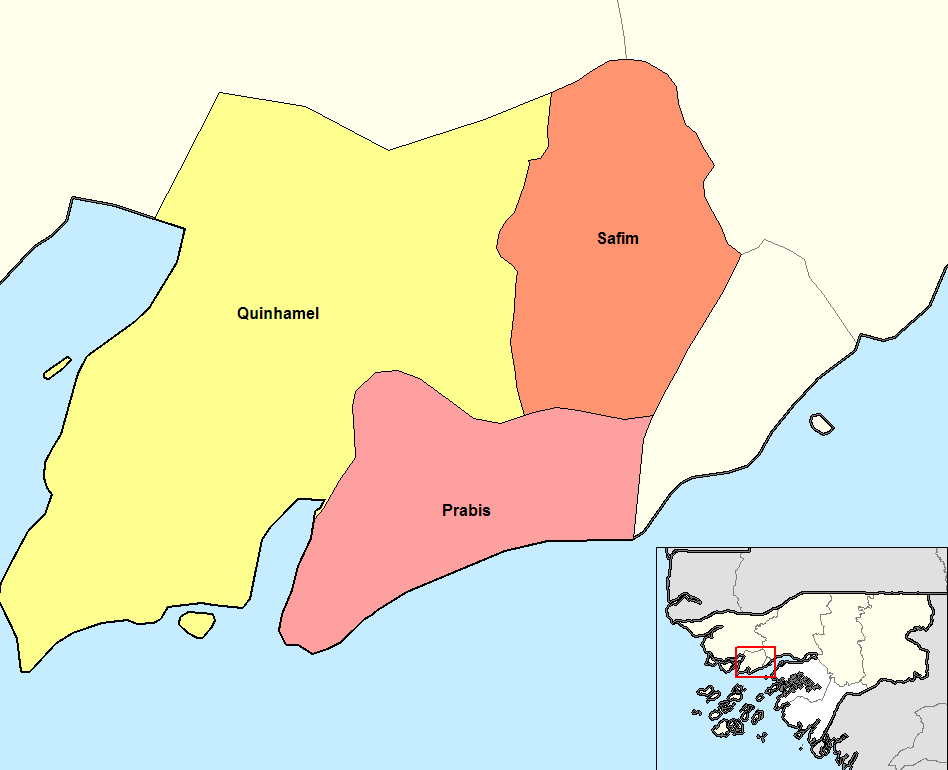
Secteurs de Biombo

- Prabis
- Quinhamel
- Safim

### Région de Cacheu

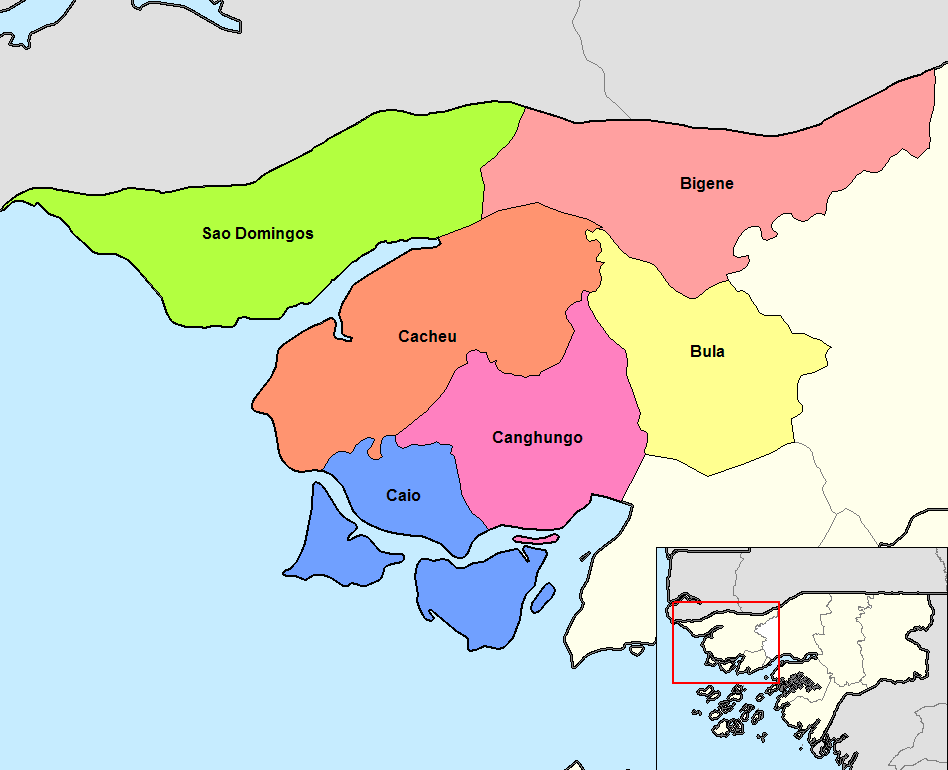
Secteurs de Cacheu

- Bigène
- Boula
- Cacheu
- Caió
- Canghungo
- São Domingos

### Région d'Oio

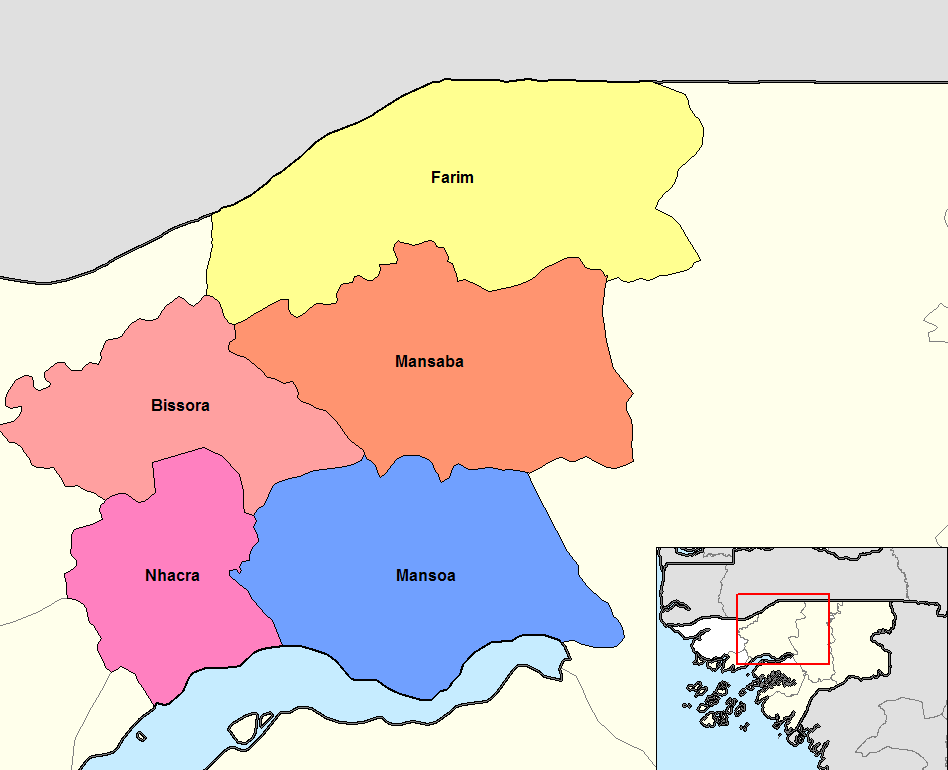
Secteurs d'Oio

- Bissora
- Farim
- Mansaba
- Mansôa
- Nhacra

### Région de Bissau

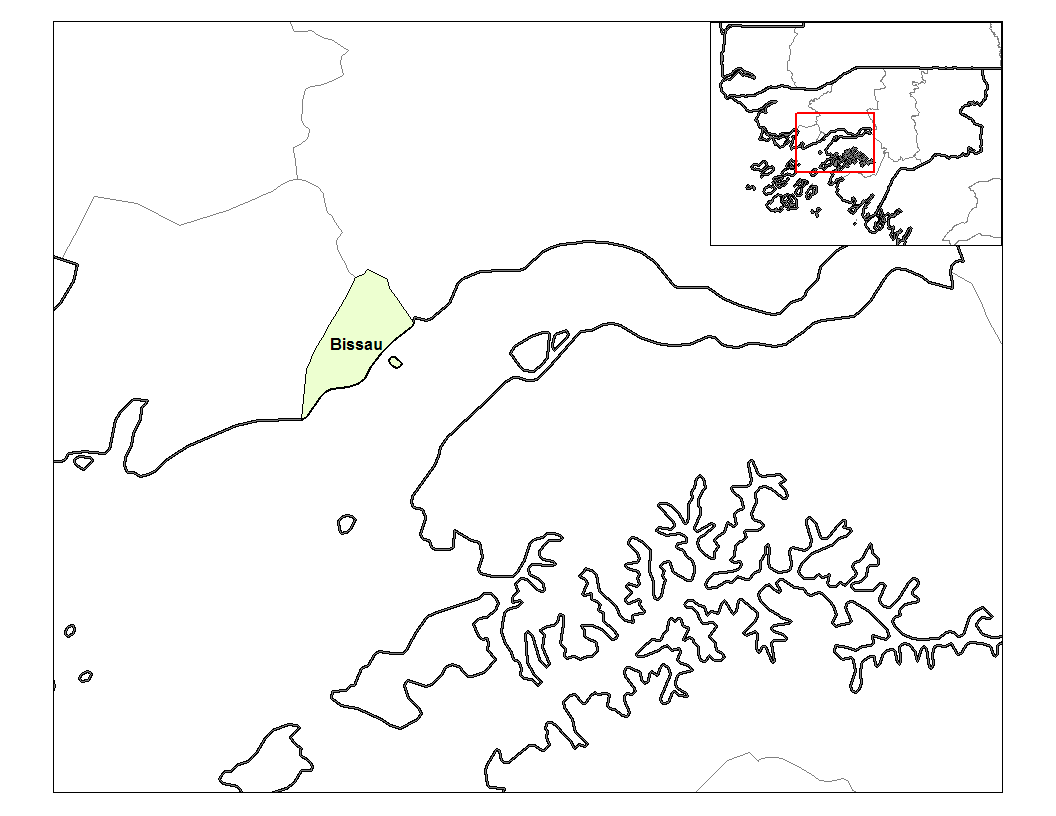
Secteur Bissau

- Bissau (secteur autonome)

## Sud de la Guinée-Bissau

### Région de Bolama

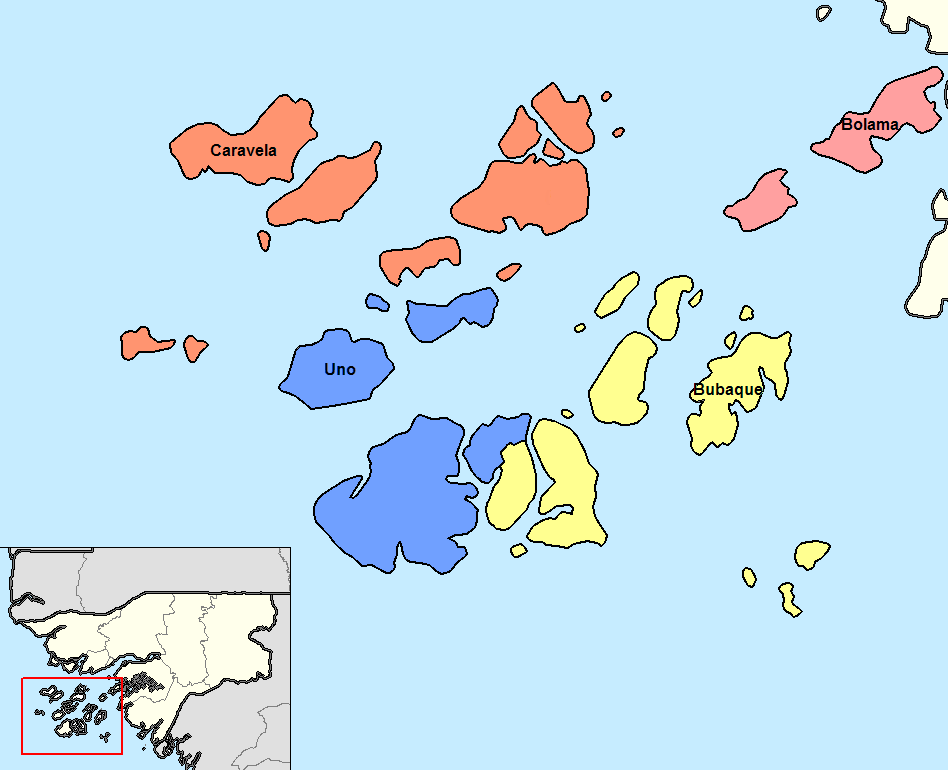
Secteurs de Bolama

- Bolama
- Bubaque
- Caravelle
- Uno

### Région de Quinara

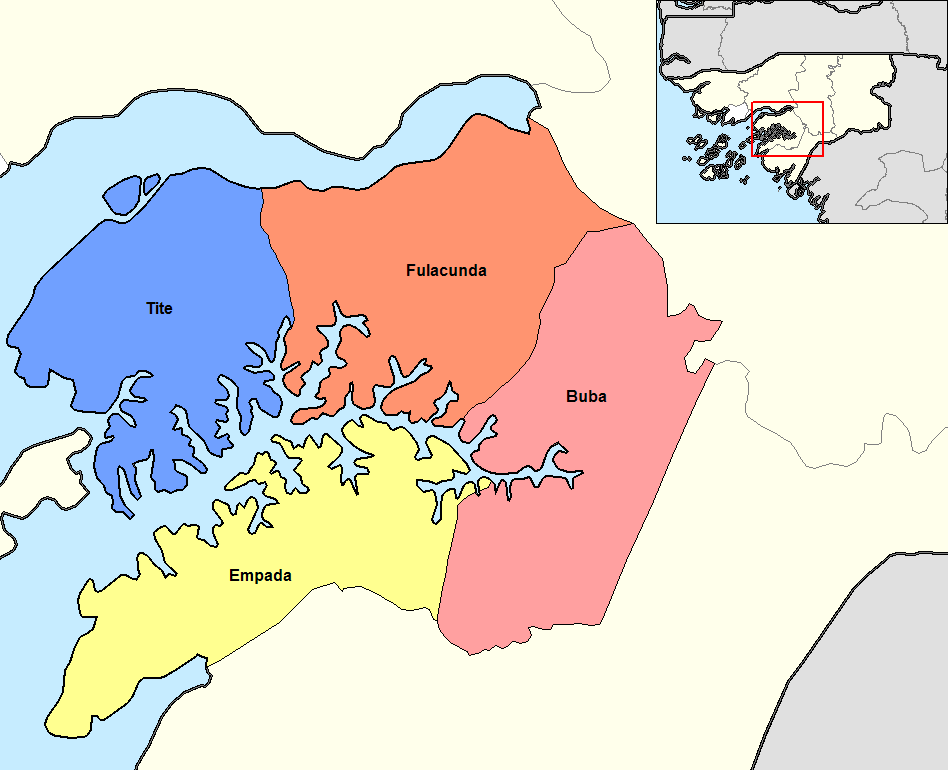
Secteurs de Quinara

- Bouba
- Empada
- Fulaconde
- Tité

### Région de Tombali

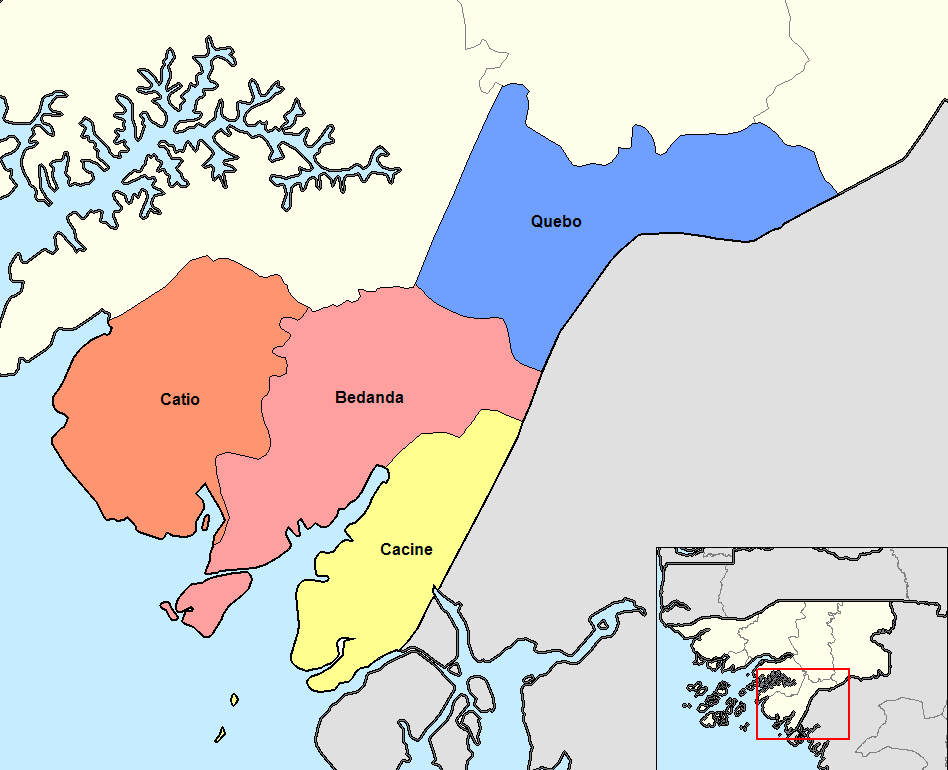
Secteurs de Tombali

- Bedanda
- Cacine
- Catio
- Québo
- Komo